# Lilypad
Lilypad, terme anglais signifiant « nénuphar »  en français, est un projet écologique de villes flottantes mené par l'architecte belge Vincent Callebaut en 2008, visant à adapter le mode de vie humain à la montée des eaux. 

## Concept
Ces îles s'implanteraient sur tous les océans et seraient de véritables refuges pour les réfugiés climatiques. Chacune d'entre elles pourrait accueillir environ 50 000 habitants, qui vivraient entièrement en autarcie, les îles possédant leur propre système d'énergie (qui produirait plus que ses besoins). Le projet devrait être terminé en 2050. 

## Invention et conception
Ce projet a pour but d'accueillir les futurs réfugiés climatiques contraints de quitter leur habitat à cause de la montée des eaux ainsi que les personnes qui se retrouveront sans logement, car la population augmente alors que la surface habitable sur Terre va être de plus en plus restreinte.